# 玉泉站 (黑龙江省)
玉泉站，位于中华人民共和国黑龙江省哈尔滨市阿城区玉泉街道，是滨绥铁路上的火车站，建于1899年，由哈尔滨铁路局管辖。

## 車站周邊
- 中国联通玉泉营业厅
- 中国邮政储蓄银行玉泉营业所
- 中国联通玉泉于涛营业厅
- 中国农业银行玉泉分理处
- 玉泉秋林山庄滑雪场
- 玉泉公路客运站
- 黑龙江省第四地质勘察院
- 玉泉威虎山森林公园
- 神鹿峰风景区

## 歷史
- 建于1899年。

## 图片集

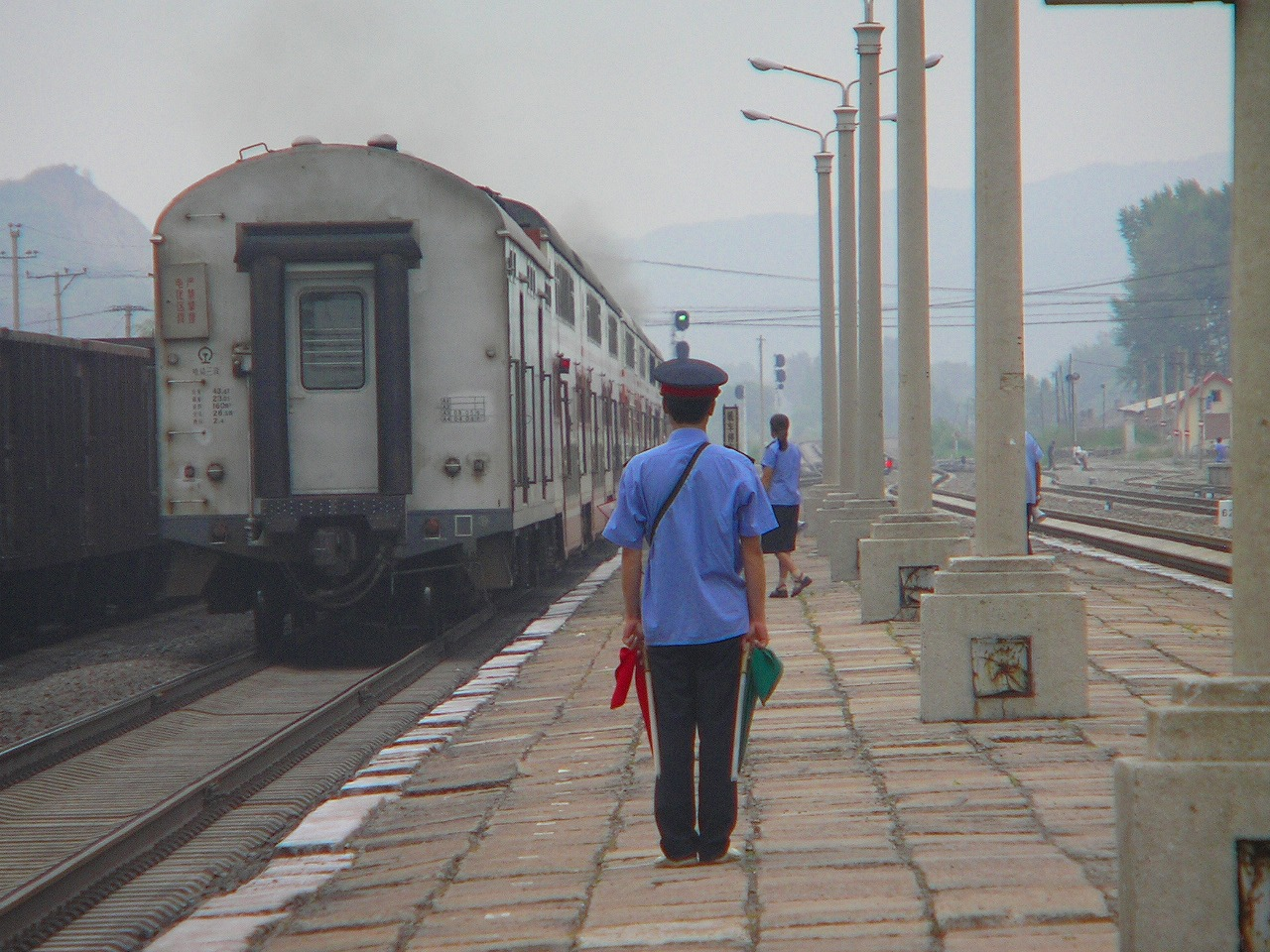
玉泉站月台 送别旅客列车的车站工作人员
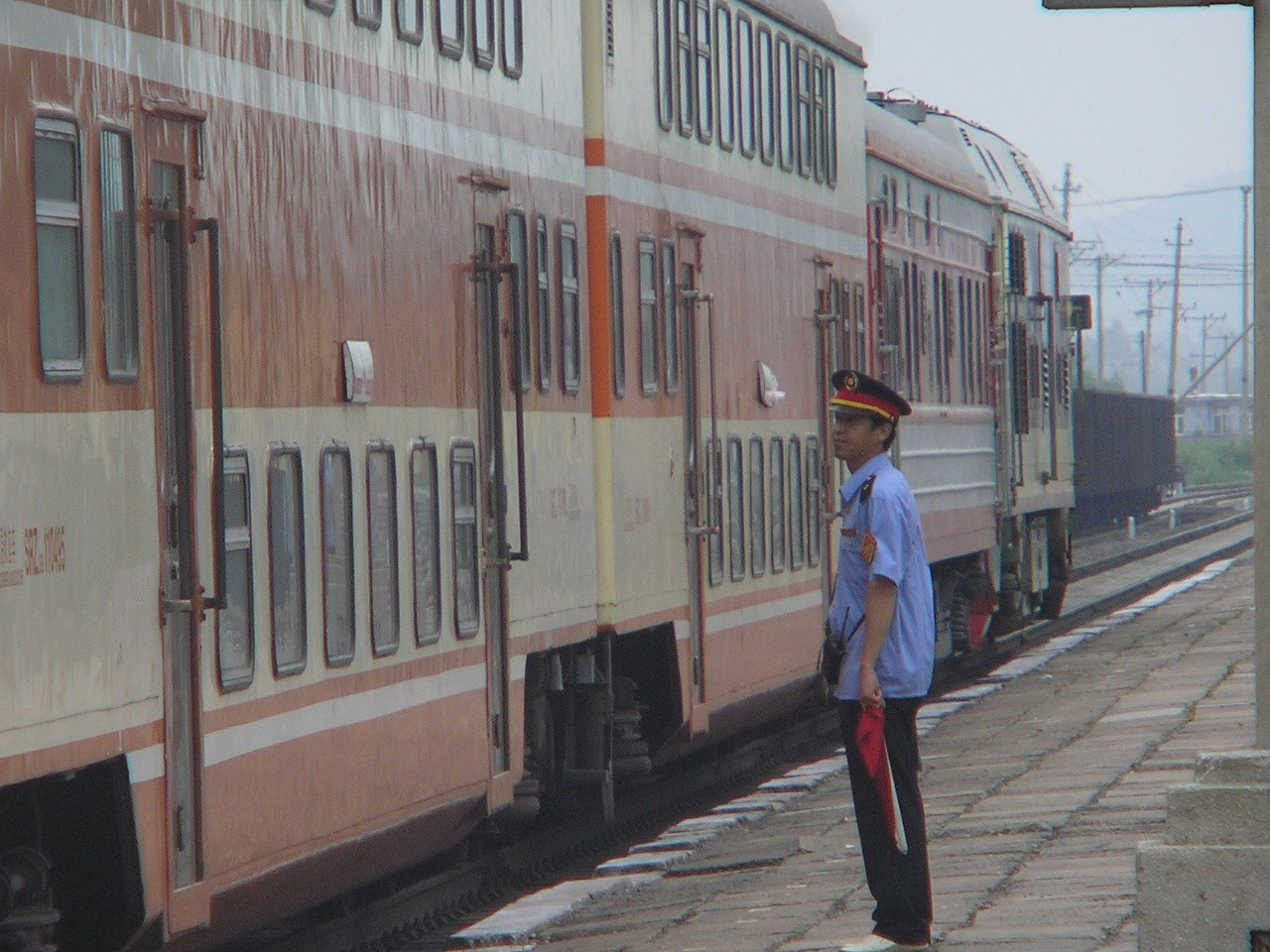
玉泉站月台
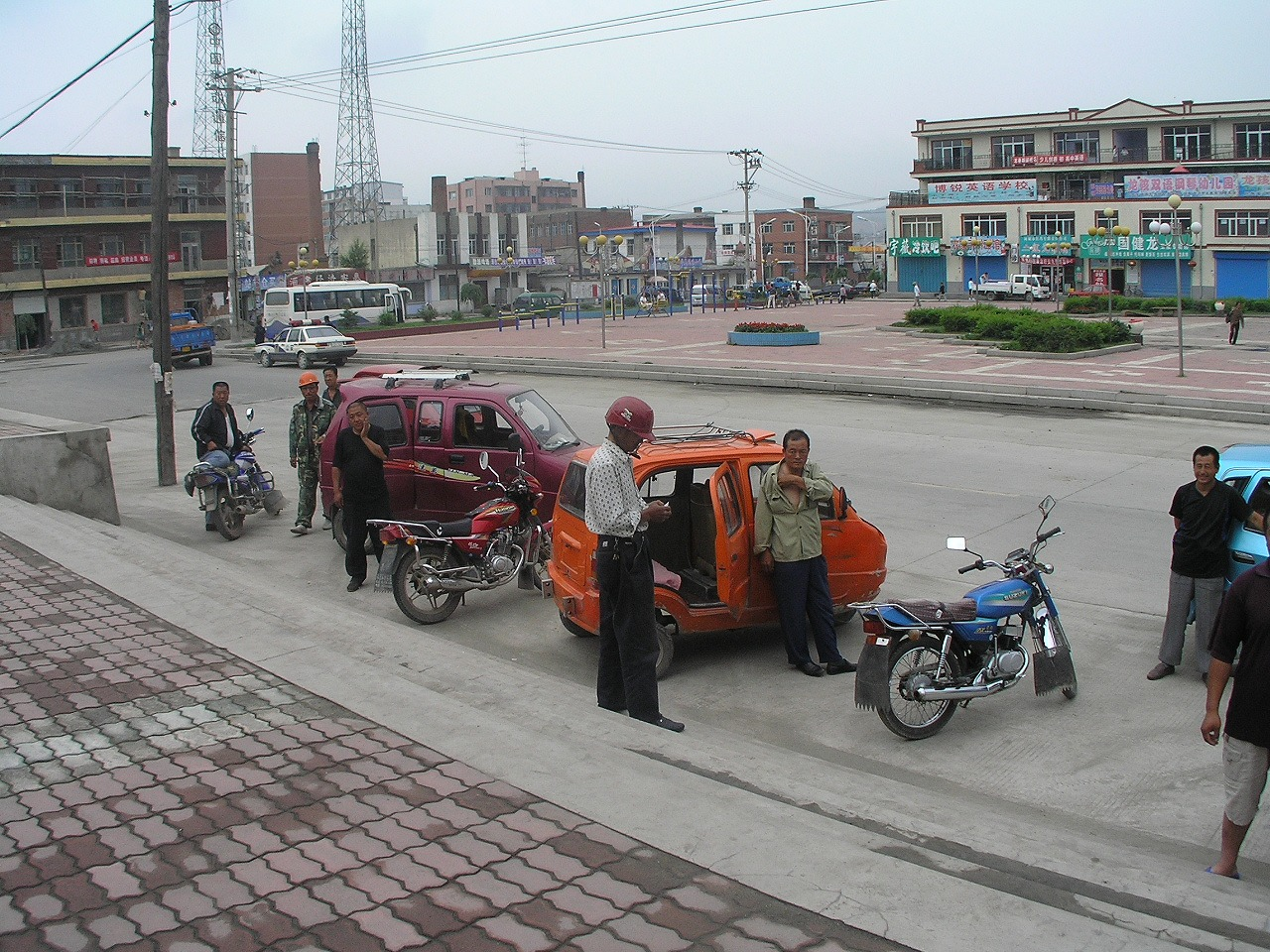
玉泉站前
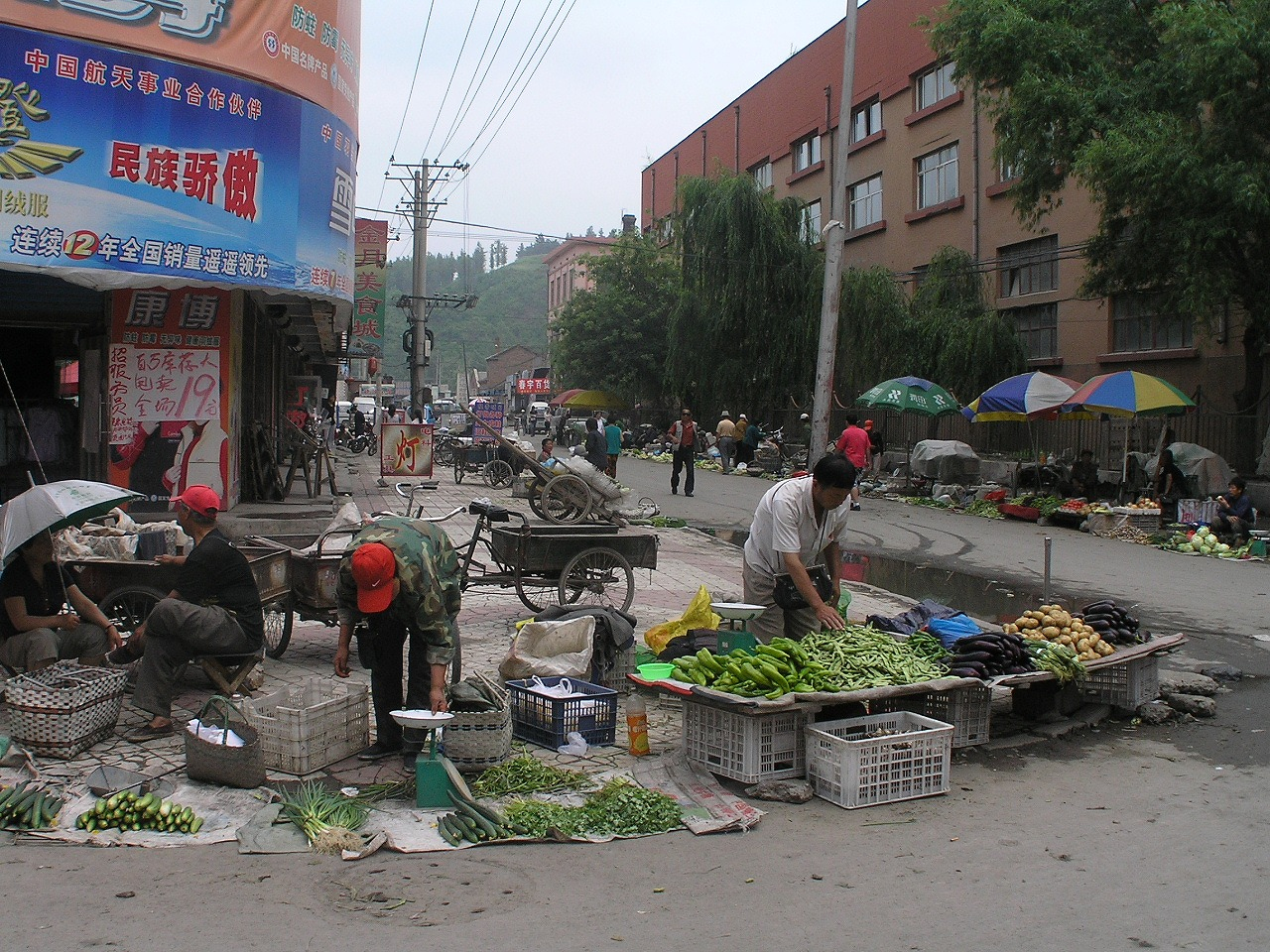
玉泉站前市场
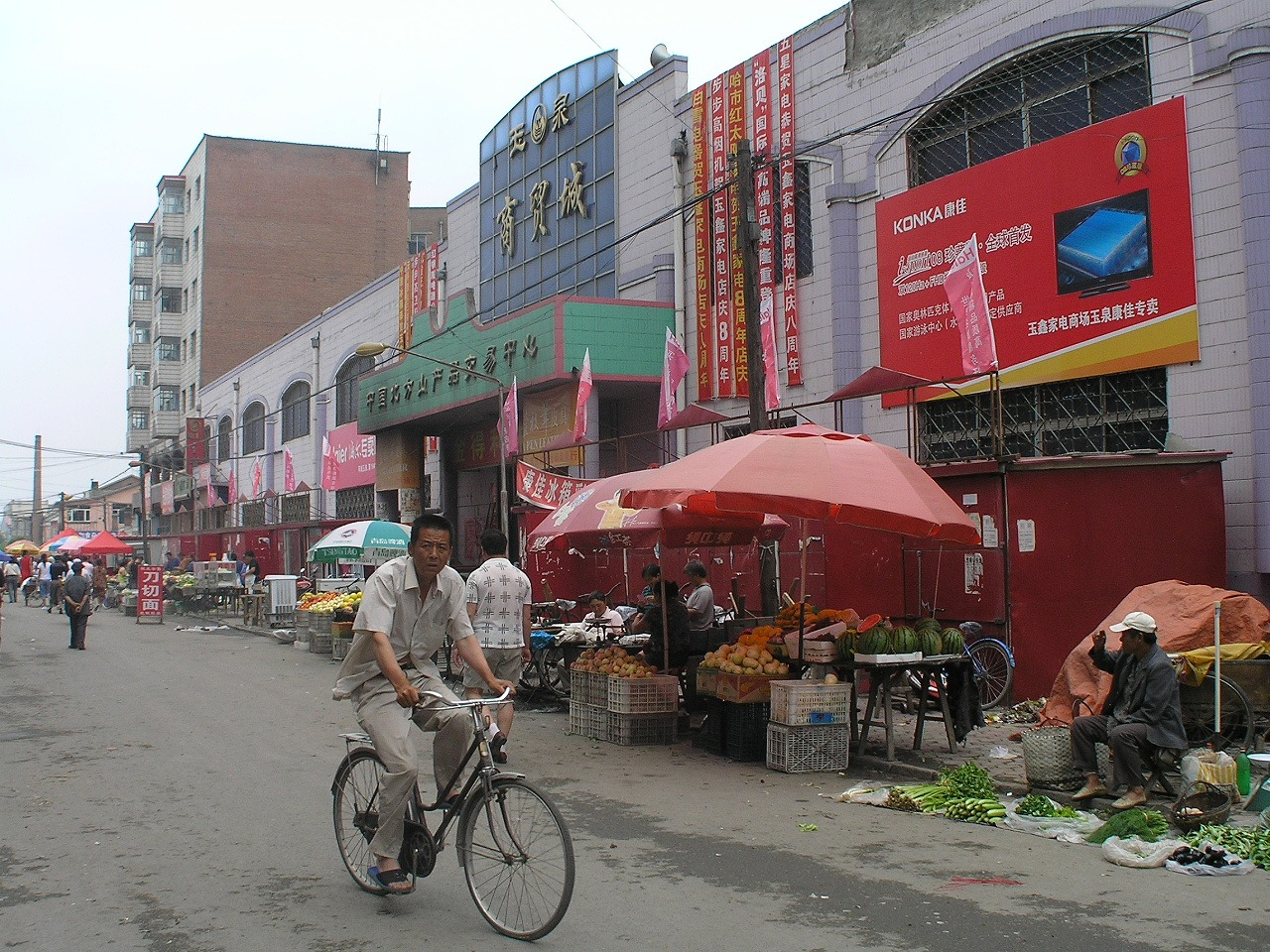
玉泉站前市场
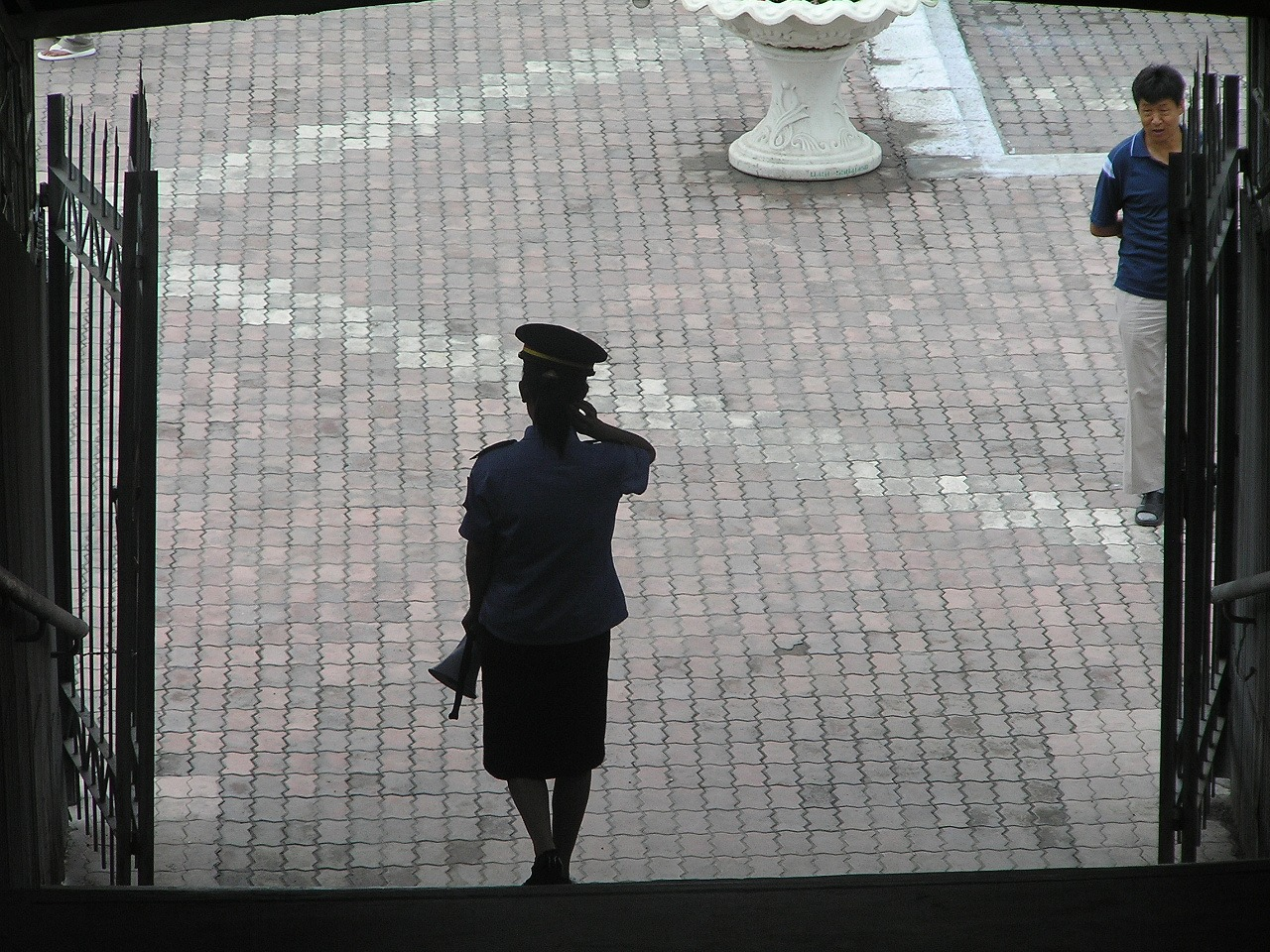
女性车站工作人员